# 韦斯特蒙特 (加利福尼亚州)
韦斯特蒙特 （英語：Westmont）是位於美國加利福尼亞州洛杉磯縣的一個人口普查指定地區。

## 地理
韦斯特蒙特 的座標為33°56′29″N 118°18′08″W / 33.94139°N 118.30222°W，而該地最高點為海拔高度66米（即217英尺）。

## 人口
根據2010年美國人口普查的數據，韦斯特蒙特 的面積為4.785平方千米，當中陸地面積為4.785平方千米，而水域面積為0.000平方千米。當地共有人口31853人，而人口密度為每平方千米6,656人。